# Бялковская, Сюзанна Казимировна
Сюзанна Казимировна Бялковская (1919—1999) — художник-постановщик, книжный график, сценарист. Член Союза художников СССР.

## Биография
Родилась в семье футболиста и актера К. Л. Малахова. Зимой 1939 поступила на художественный факультет ВГИКа, где училась в мастерской художников-мультипликаторов под руководством Ивана Иванова-Вано вместе с Евгением Мигуновым и своим будущим мужем Анатолием Сазоновым. По окончании учёбы в 1943 (по другим данным, в 1944 году) с 1944 до 1951 работала художником-постановщиком на студии «Союзмультфильм», затем до 1956 преподавала комбинированные съёмки в учебной студии ВГИКа. С 1957 оформляла детские книги как художник-график, работала в журнальной графике, сотрудничала с журналом «Весёлые картинки». Совместно с мужем писала сценарии анимационных фильмов, сочинила в соавторстве с ним же несколько книг. Семьёй ездили на Белое море, в Вологодскую и Архангельскую области, изучали древнюю архитектуру и северную природу, собрали ценную коллекцию предметов народного искусства.
Умерла 15 марта 1999 года. Прах захоронен на Донском кладбище.

## Фильмография

### Сценарист
- Три дровосека, 1959.
- Стрекоза и муравей. 1961.
- Обида. 1962.

### Оператор
- Первый урок. 1948.

### Художник
- Скорая помощь. 1949.
- Чудесный колокольчик. 1949.
- Лиса-строитель. 1950.

## Публикации
- Как я ожил. — М., 1962.
- Подводные приключения Самоделкина. — М., 1962.
- Юля-чистюля. — М., 1966.
- Если в лесу сидеть тихо-тихо. — М., 1985.
- Три дровосека. — М., 2003.
- Про ребят и про зверят. 3 М., 2012.

## Иллюстрации
- Кто собирал грибы? — М., 1966.
- Сороконожки. — М., 1976.
- Жили-дружили. — М., 2015.[6]